# Баруло-Чентоија (Арецо)
Баруло-Чентоија је насеље у Италији у округу Арецо, региону Тоскана.
Према процени из 2011. у насељу је живело 229 становника. Насеље се налази на надморској висини од 313 м.